# Halbregulärer Raum
Ein halbregulärer Raum ist ein mathematisches Objekt aus der mengentheoretischen Topologie. Er ist eine Verallgemeinerung des regulären Raums, dessen regulär offene Teilmengen eine Basis bilden.

## Definition
Ein topologischer Raum {\displaystyle X} heißt halbregulär, falls die regulär offenen Teilmengen eine Basis des Raums {\displaystyle X} bilden. Dabei heißt eine Teilmenge {\displaystyle G} eines topologischen Raums {\displaystyle X} genau dann regulär offen, wenn {\displaystyle G} das Innere seines Abschlusses ist. Das heißt, {\displaystyle G} ist genau dann regulär offen, wenn {\displaystyle G=\operatorname {int} (\operatorname {cl} (G))} gilt. Regulär offene Mengen werden auch kanonisch offene Mengen genannt.

## Eigenschaften
- Alle regulär offenen Teilmengen eines topologischen Raums bilden zusammen mit der Halbordnung {\displaystyle \subseteq } und den regulären Mengenoperationen {\displaystyle \cap ^{\ast }}, {\displaystyle \cup ^{\ast }}, {\displaystyle \mathrm {C} ^{\ast }} eine vollständige boolesche Algebra.[2]
- Jeder reguläre Raum {\displaystyle X} ist auch halbregulär. Insbesondere bilden die regulär offenen Teilmengen eine Basis von {\displaystyle X}, aber nicht alle topologischen Räume, deren regulär offene Teilmengen eine Basis bilden, sind regulär.
- Jeder topologische Raum {\displaystyle X} kann in einen halbregulären Raum eingebettet werden. Dazu betrachtet man die Menge {\displaystyle X\times I}, wobei {\displaystyle I} das abgeschlossene Einheitsintervall {\displaystyle [0,1]} ist, und erklärt darauf eine Topologie. Die offenen Mengen dieser Topologie sind für {\displaystyle (x,y)\in X\times I} mit {\displaystyle y\neq 0} für kleine positive {\displaystyle \epsilon } durch {\displaystyle \{(x,z):y-\epsilon <z<y+\epsilon \}} gegeben. Und für {\displaystyle (x,0)\in X\times I} sind sie durch {\displaystyle \{(x',z):x'\in U,0\leq z<\epsilon _{U}\}} gegeben, wobei {\displaystyle U} eine offene Umgebung von {\displaystyle x\in X} für alle {\displaystyle x'\in U} und {\displaystyle \epsilon _{U}} klein und positiv ist. Dieser Raum ist selbst halbregulär und {\displaystyle X} ist eingebettet als abgeschlossener, nirgends dichter Unterraum.
- Aus der dritten Eigenschaft ist ersichtlich, dass Unterräume halbregulärer Räume im Allgemeinen nicht halbregulär sind.